# Odrysen

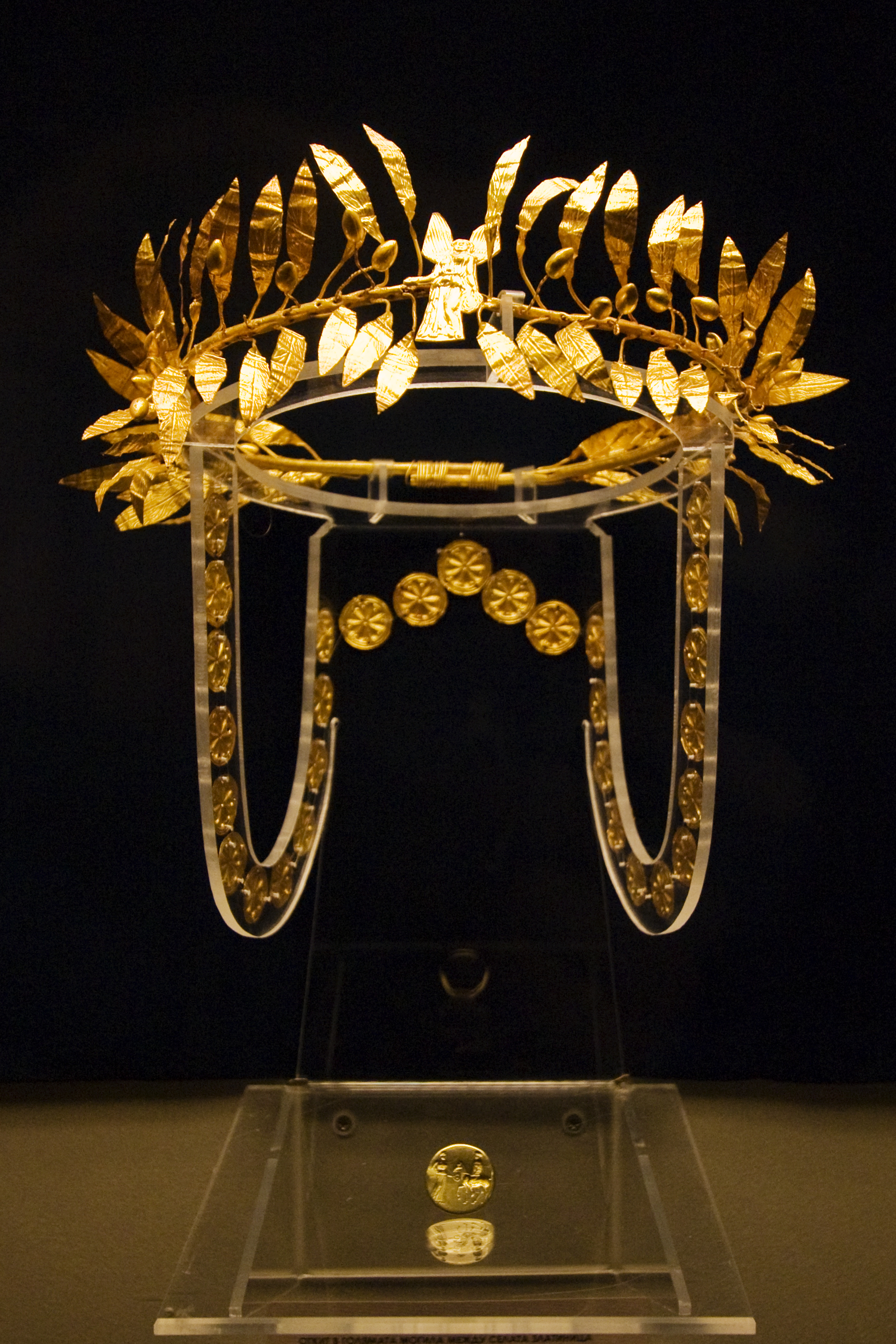
Odrysischer Goldschmuck, Nationales Historisches Museum in Sofia

Die Odrysen waren der größte thrakische Volksstamm, der etwa um 450 v. Chr. ein eigenes Reich gründete, das sich bis zur Donau und zum Strymon erstreckte.
Zum Königreich gehörten im Küstenbereich zwischen Strymon und Nestos die Sapierer und Satren, nördlich davon im Binnenland die Dersaier, im hohen Gebirgsland die Satren, die Bessen und Odomanten, nördlich des Pangaion im Flusstal des Angitis die Edoner und weiter nördlich die Paioner und Paiopler. Unter König Sitalkes (440–424 v. Chr.) erlebte es eine Blütezeit. Die Odrysen waren oft mit Athen verbündet. Im Jahr 341 v. Chr. geriet das Reich unter makedonische Vorherrschaft.

## Siedlungsgebiet

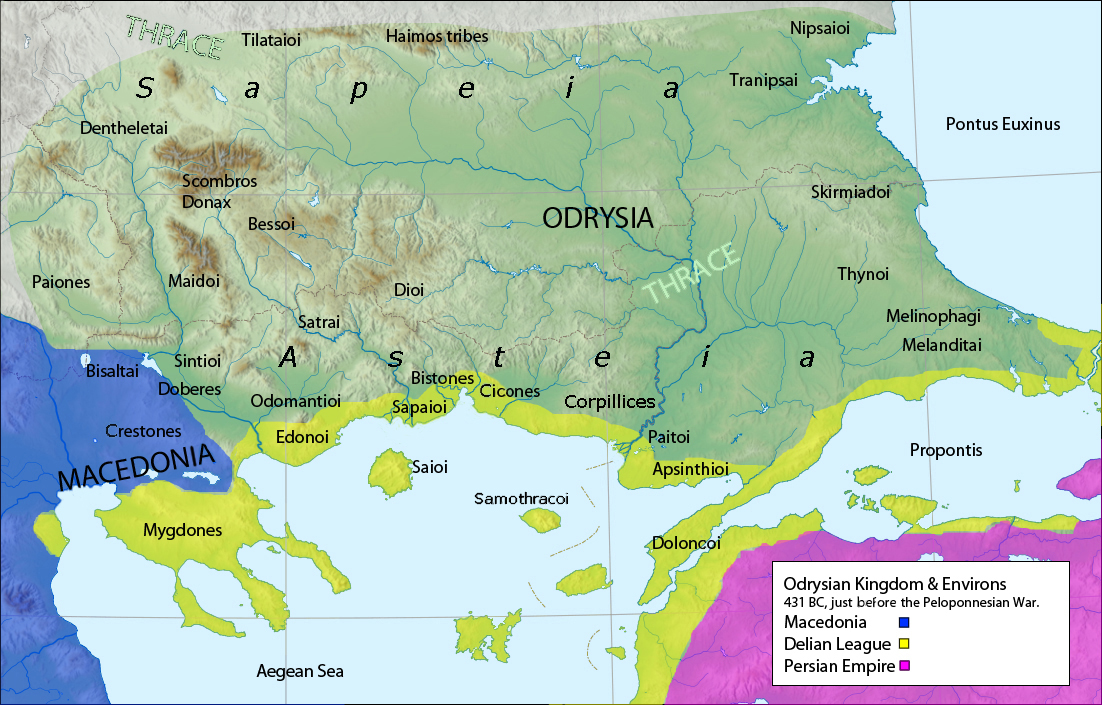
Siedlungsgebiet und Nachbarvölker der Odrysen

Das Siedlungsgebiet der Odrysen erstreckte sich im 5. bis 1. Jahrhundert v. Chr. bis zur Windung des Flusses Tonzos (griech., heutiger Name: Tundscha) bei dem Dorf Kabile (bulg. Кабиле), am Unterlauf des Hebrus (lat., heutiger Name: Mariza in Bulgarien bzw. Evros in Griechenland). Eine der wichtigsten Städte der Odrysen war Uscudama (= Odrysia = Adrianopolis = Edirne, bulgarisch Odrin/Одрин). In ihrer vorrömischen Zeit war sie unter den Namen Odrysia bekannt, vermutlich in Anlehnung an den thrakischen Stamm der Odrysen oder Uscudama, und gehörte zu Thrakien. Odrysia war vom 5. bis 3. Jahrhundert v. Chr. die Hauptstadt des Odrysenreiches.

## Geschichte

### Vor der Reichsgründung
Im Zuge der griechischen Kolonialisierung entstanden an der Ägäis die Städte Amphipolis, Maroneia, Abdera, Ainos; die Städte auf der thrakischen Chersones; die Städte an der Propontis, am Marmara-Meer die Städte Perinthos, Selymbria und Byzantion; und am Pontos (Schwarzes Meer) Apollonia, Mesambria, Odessos Dionysopolis, Kallatis und Histria, sowie über dreißig kleine Kolonien, die eine geringere Rolle spielten. Die Kolonisation war noch im Gange, als die Perser 512 v. Chr. nach Europa drangen und die griechischen Städte in Kleinasien eroberten.
Herodot berichtet von den Odrysen, im Zusammenhang mit dem Feldzug von Dareios I. gegen die Skythen. Als Dareios I. seinen Feldzug aufnahm, führte er sein Heer durch das Gebiet der Odrysen, durch ganz Ostthrakien über die Donau nach Skythien. Nach seiner Niederlage verfolgten ihn die Skythen durch Thrakien ziehend bis zur thrakischen Chersones. In seiner Regierungszeit fielen die Perser auch im ägäischen Thrakien ein, erreichten die Mariza und die vorher von ihnen errichtet Festung Doriskos, setzten über den Fluss und nahmen das Land bis zur Mesta ein. Unter Xerxes I. gelangten die Perser bis zur Struma, die sie überquerten und unterwarfen die dort ansässigen Thraker. Die Militärverwaltung dieser Gebiete übten die Perser aus Doriskos und Ainos aus.
In der 2. Hälfte des 5. Jahrhunderts v. Chr. gelang es den Thrakern nach der Abwehr der persischen Invasion ein thrakisches Königreich unter der Dynastie der Odrysen zu gründen.

### Königreich der Odrysen – Aufstieg zur Regionalmacht

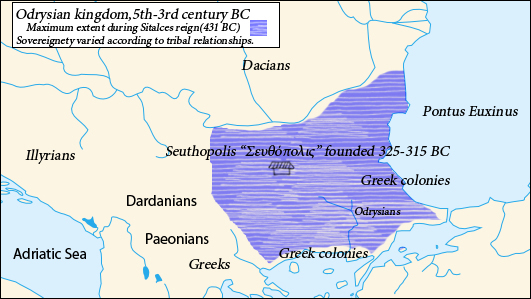
Odrysischer Staat im 4. Jahrhundert v. Chr.

Nach der Niederlage in den griechisch-persischen Kriegen zogen sich die Perser nach Asien zurück. Die griechischen Kolonisten blieben auch danach an den thrakischen Küsten. Es ist nicht bekannt, ob die Odrysen unter Teres I. schon vor dem Abzug der Perser oder kurz danach in das Gebiet der Thyner und der ihnen benachbarte Stämme zogen und es sich aneigneten. Nach dem persischen Abzug gehörten auch die Geten an der unteren Donau und die Bessen, die westlichen Nachbarn der Odrysen zum Reich des Teres I. Das Odrysenreich erstreckte sich danach entlang der Propontis und der Schwarzmeerküste bis zum Unterlauf der Donau. Teres nahm Beziehungen zum skytischen Herrscher Ariapeithes auf und gab ihm eine seiner Töchter zur Frau.
Bereits Homer berichtet, dass die Odrysen als erster thrakischer Stamm, in Verbindung mit anderen thrakischen Stämmen ein dauerhaftes Staatsgebilde gegründet haben. Das Reichsgebiet erstreckte sich über das heutige Bulgarien, die Nordwesttürkei und nördliche Teile von Griechenland. Die Odrysen hatten eine hohe Entwicklungsstufe und gute Organisation. Sie hatten gesellschaftliche und staatliche Strukturen, deren Wirken über die Grenzen ihres Stammesverbundes hinausreichten. Der größte Staatenbund der Thraker, das Reich der Odrysen, existierte von Anfang des 5. bis Anfang des 3. Jahrhunderts v. Chr. Die erste Hauptstadt lag irgendwo am Unterlauf der Mariza.
Unter Teres I. (Regierungszeit 475–445 v. Chr.) reichte das Staatsgebilde bis zur Mündung der Donau und erstreckte sich über die Einzugsgebiete der Flüsse Tundscha, Arda und Mariza und weiter nach Osten und Südosten bis ins Hinterland der griechischen Kolonien. Seine Nachfolger waren seine Söhne Sparadokos (Regierungszeit 448–440 v. Chr.) und später dessen Bruder Sitalkes (Regierungszeit 431–424 v. Chr.). 
Sparadok festigte und stabilisierte den von Teres I. errichteten Staat politisch. Sitalkes dehnte das Reich im Westen bis zur Unterlauf der Struma und dem Gebiet des heutigen Sofia aus. Im Bündnis mit Athen wandte er sich den Makedonen zu, als er jedoch keine Unterstützung von Athen erhielt, gab er diesen Feldzug auf. Thukydides berichtet über hohe Steuereinnahmen unter Seuthes I. (Regierungszeit 424–407 v. Chr.), der den Thron 424 v. Chr. bestieg und, dass der Staat der Odrysen zu großem Wohlstand gelangte. Darüber hinaus zahlten die griechischen Städte an der Ägäis dem König der Odyres weiter Tribut. Thukydides erwähnte die Odrysen und ihre politischen und militärischen Operationen und beschrieb das Reich der Odrysen, als das wohlhabendste Land zwischen Adria und Schwarzem Meer.
Die verhältnismäßig friedliche Zeit des Aufstiegs der vier Könige Teres I., Sparadok, Sitalkes und Seuthes I., in der Söhne und Enkel von Teres I. zu Verwaltern und Statthaltern verschiedener Reichsgebiete bestellt waren, folgte unter Amadokos I. (407–386 v. Chr.) und Seuthes II. eine Periode der inneren Zerrissenheit. Erst Kotys I. stellte 383 v. Chr. die Einheit des Odrysenreiches wieder her. Während seiner Herrschaftszeit (Regierungszeit 384–360 v. Chr.) versuchte er den thrakischen Chersones unter seine Kontrolle zu bringen. Er wurde jedoch von zwei Einwohnern von Ainos ermordet.
In der Mitte des 4. Jahrhunderts v. Chr. verlor das Odrysenreich seine militärpolitische Macht und wurde von sozialen und politischen Krisen erschüttert.

### Niedergang und Zerschlagung

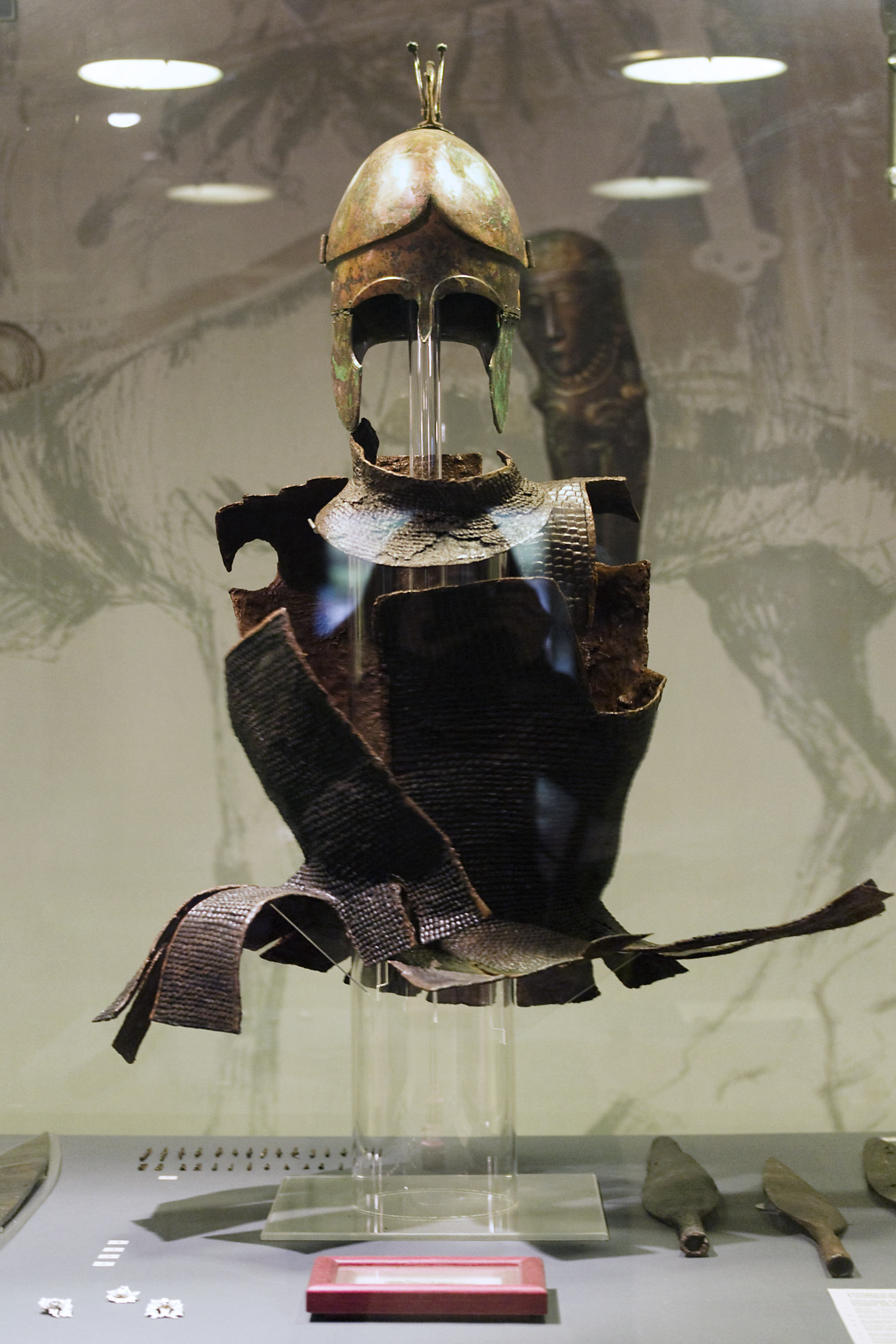
Odrysische Rüstung, Nationales Historisches Museum in Sofia

Kersebleptes (Regierungszeit 358–341 v. Chr.), der Sohn und Nachfolger von Kotys I., war nicht in der Lage, die Einheit und Macht des Odrysenreiches zu erhalten. In der Mitte des 4. Jahrhunderts v. Chr. zerfiel das Reich der Odrysen in drei kleinere Allianzen. Davon bestand der Teil mit der neuen Hauptstadt Seuthopolis (im Gebiet des heutigen Kasanlak) am längsten weiter. Die drei Nachfolger-Königreiche bestanden bis zum Aufstieg des Makedonischen Königreiches unter Philipp II. Unter den Nachfolgern von Kotys I. wurde das Reich südlich des Hemus von Philipp II. eingenommen, während nördlich des Hemus die Triballer ihr Gebiet auf Kosten der Odrysen erweiterten. Um sich vor den Makedoniern zu schützen, gab der getische König Kotylas eine seiner Töchter Philipp II. zur Frau. Erst dessen Sohn, Alexander der Große griff die Triballer an und besiegte sie. Die Nachfolger-Königreiche wurden jedoch nie vollständig erobert.
Trotz der makedonischen Besetzung bestand das Odrysenreich und seine Herrscherdynastie weiter. Nach dem Tod Alexanders des Großen und der Teilung des Makedonischen Reichs, wurde der Feldherr Lysimachos Herrscher über Thrakien. Unter Lysimachos entbrannte in Thrakien ein Bürgerkrieg. Die odrysischen Könige schlossen zur Zeit Lysimachos mehrere Bündnisse untereinander, um sich seiner Herrschaft zu entziehen. An der Spitze eines solchen Bündnisses trat Seuthes III., der das Rosental beherrschte, ein weiterer Bund wurde von Dromichaetes, dem König der Geten geführt. Aus den Auseinandersetzungen zwischen den Bündnissen und Lysimachos ging jedoch kein Sieger hervor und der andauernde Bürgerkrieg schwächte zunehmend beide Seiten. Obwohl sich während der Regierungszeit von Seuthes III. das Odrysenreich stabilisierte, drangen im 3. Jahrhundert v. Chr. in Thrakien vom Westen kommend die Kelten ein. Der Ansturm der Kelten wurde zur Ursache für Umsiedlungen verschiedener thrakischer Stämme auf der Balkanhalbinsel. Auch einige keltische Gruppen ließen sich in Thrakien nieder, während andere plündernd ganz Thrakien durchquerten, um auf phygischem Gebiet das galatische Reich zu gründen.
Das Keltenreich bestand zwischen 279 und 216 v. Chr., bis es von aufständischen Thrakern zerstört wurde. Das Ende der Keltenherrschaft führte jedoch nicht zur Konsolidierung, sondern zur völligen Zersplitterung unter den Thrakern. In dieser Zeit drangen vom Westen die Römer ein. Während die Römer in der ersten Hälfte des ersten Jahrhunderts v. Chr. interessiert waren, das Odrysenreich zu stützen und sich dessen Streben nach Unterwerfung der Nachbarstämme zunutze zu machen, setzten sie um die Jahrhundertwende zum Angriff an.
Sogar nach dem endgültigen Fall der griechischen und makedonischen Städte unter dem Expansionsdruck des Römischen Reiches im 1. Jahrhundert v. Chr. leisteten die Thraker Widerstand. Von entscheidender Bedeutung war der Dritte Mithridatische Krieg (74–63 v. Chr.). Ein um 56–54 v. Chr. zustande gekommenes Bündnis zwischen den Geten unter der Führung von Burebista und den Odrysen zerbrach schnell. Im Zeitraum von 44–42 v. Chr. zerfiel das geschwächte Reich der Geten in fünf Teile und die Römer konnten die nordwestlichen Gebiete Thrakiens unterwerfen und sie in der Provinz Moesia eingliedern.
Durch die Expedition des Lucullus kamen die Odrysen unter römische Schutzherrschaft. Lucullus rückte nach Osten vor, schlug die Besser in ihren Bergen, nahm ihre Hauptstadt Uscudama ein und zwang sie, sich der römischen Oberhoheit zu fügen. Unter König Sadalas wurden die Gebiete des Odrysenreiches römisches Protektorat unter der Herrschaft der Odrysenkönige. Auch die griechischen Städte an der Ostküste nördlich und südlich vom Balkangebirge: Istropolis, Tomoi, Kallatis, Odessos (heute Warna), Mesembria (heute Nessebar), Apollonia Pontica und andere, wurden abhängig von den Römern. Obwohl die Römer siegten, konnten sie nur den Widerstand einzelner thrakischer Stämme und Königreiche brechen, nicht jedoch ihre dauerhafte römische Herrschaft über Thrakien sichern.
Der römische Dichter Ovid berichtet in seinen Briefen aus der Verbannung vom Kampf der Odrysen und Geten um die Stadt Aegisos an der Donau (heute Tulcea in Rumänien).
Die Aktionen der Römer führten letztendlich doch allmählich zu einer langsamen Umwandlung des thrakischen Gebietes in eine römische Provinz. Der römische Kaiser Tiberius setzte im Jahre 19 n. Chr. einen Gouverneur für Thrakien ein. 
Ein Odrysen-Stamm, der in den Ost-Rhodopen lebte, rebellierte 21 n. Chr. gegen die römischen Besatzer: Rhoimetalkes II., ein thrakischer König auf Seiten der Römer, war in Philippolis eingeschlossen, was die Römer 21 n. Chr. zur Intervention veranlasste. 26 n. Chr. rebellierten weitere thrakische Stämme, die südlich des Balkangebirges siedelten, gegen die Römer, als römische Truppenaushebungen unter den Thrakern zu einer Erhebung am Haimos (thrakisch für Balkangebirge) führten. Die Römer intervenierten deshalb 26 n. Chr. erneut. 
Rhoimetalkes II. (ΒΑΣΙΛΕΥΣ ΡΟΙΜΗΤΑΛΚΑΣ) war ein von Rom abhängiger Vasallenkönig des thrakischen Odrysenreiches, der das Königreich der Odrysen von 18 bis 38 n. Chr. zusammen mit seiner Mutter Antonia Tryphaina beherrschte; beide waren von Tiberius eingesetzt worden.
Nach der Ermordung von Rhoimetalkes II. im Jahr 38 wurde sein Cousin Rhoimetalkes III. (der Sohn von Rhaskuporis III.) von Caligula als König eingesetzt.
Nach der Ermordung von Rhoimetalkes III. wurde Thrakien von den Römern annektiert und die benachbarten Provinzen wurden reorganisiert: 44 n. Chr. wurde das gemeinsame Balkankommando aus Mösien, Makedonien und Achaia aufgelöst. Makedonien und Achaia kehrten wieder unter die Verwaltung von Prokonsuln zurück, während Mösien formal als Provinz unter einem konsularischen Legaten eingerichtet wurde.
Im Jahre 46 n. Chr. wurde unter Kaiser Claudius das Protektorat direkt dem Römischen Reich unterstellt und in der neu geschaffenen Provinz Thrakien eingegliedert. 
Bei der Teilung des Römischen Reiches 395 lag Thrakien innerhalb der Grenzen des Oströmischen Reiches (Byzanz).

## Städte
Bereits Demosthenes nennt beispielsweise Kabyle (bei Jambol), Masteyra (bei Mladenowo, Bezirk Chaskowo) und Drongilion als thrakische Städte. Die bedeutendste heute bekannte odrysische Stadt ist jedoch Seuthopolis bei Kasanlak. Die Römer machten sich an vielen Orten die vorhandene Infrastruktur zunutze. So gehen manche Städte- und Siedlungsgründungen auf thrakische Städte zurück.
„Die Tributzahlungen von allen Barbarenvölkern und von den griechischen Städten, über die die Odrysen zur Zeit von Seuthes I. (424–407 v. Chr.) herrschten, erreichten 400 Talente und wurden in Gold und Silber entrichtet … so kam ihr Königreich zu großer Macht. Von den Staaten Europas, die zwischen dem Ionischen Golf (Adriatisches Meer) und dem Euxeinos Pontus (Schwarzes Meer) liegen, war dieses Königreich das größte gemessen an seinen Einnahmen und seinen anderen Reichtümern.“ – Thukydides (5. Jahrhundert v. Chr.)

## Liste der odrysischen Könige
- Teres I. (2. Viertel 5. Jh. v. Chr.)
- Sparadokos (ca. 445–435)
- Sitalkes (3. Viertel 5. Jh.; 431 Vertrag mit Athen))
- Seuthes I. (424–ca. 410/405)
- Teres II. (um 410)
- Amadokos I. (Medokos (ca. 410/405–ca. 387)
- Seuthes II. (ca. 405–ca. 386)
- Hebryzelmis (ca. 390/387–ca. 383)
- Kotys I. (384/383–359)
- Kersobleptes (359–342/341)
- Berisades (358–357/356)
- Amadokos II. (ca. 359–ca. 351)
- Ketriporis (357/356–ca. 351)
- Teres III. (ca. 351–342/341)
- Makedonische Herrschaft (341-331)
- Seuthes III. (ca. 330–ca. 295)
- Kotys II. (Mitte 3. Jh.)
- Rhaskuporis I. (Mitte 3. Jh.–212/211)
- Seuthes IV. (um 200)
- Amadokos III. (bis 184)
- Kotys IV. (vor 181–nach 167)
- Kotys V. (ca. 100–ca. 87)
- Sadalas I. (ca. 87–ca. 80)
- Kotys VI. (ca. 58–45/44)
- Sadalas II. (45/44–42)

Abdera-Linie:
- Rhaskuporis I. (48–42)
- Rhaskos (um 42)
- Kotys VII. (ca. 42–ca. 31)
- Rhoimetalkes I. (ca. 31 v. Chr.–12 n. Chr.)
- Sadalas III. (belegt 31 v. Chr.)
- Rhaskuporis II. (22[?]–11)
- Rhaskuporis III. (ca. 12–19)
- Kotys VIII. (ca. 12–vor 19)
- Rhoimetalkes III. (19/38–46)